# Boris Rauschenbach
Boris Viktorovitch Rauschenbach (en russe : Борис Викторович Раушенбах), né le 18 janvier 1915 à Petrograd et décédé le 27 mars 2001 à Moscou, est un physicien et un ingénieur en astronautique soviétique. Il développa les aspects théoriques et l'instrumentation du contrôle du vol et de la navigation spatiale. Il est également l'auteur d'études portant sur la théologie chrétienne et la théorie de l'art.

## Biographie

### Formation
Boris Rauschenbach est issu d'une famille Russe allemande protestante installée à Saint-Pétersbourg. Il est le fils d'un responsable d'usine de cuir issu de la communauté des Allemands de la Volga et d'une germano-balte. Comme beaucoup de jeunes gens de sa génération, Boris est fasciné par l'aviation. Après avoir travaillé brièvement dans une usine d'aviation, il suit les cours d'un institut dédié à l'aéronautique de 1932 à 1937. Il pratique à l'époque le vol à voile et s'intéresse aux problèmes de stabilité des ailes de planeur. Par l'intermédiaire de cette passion, il entre en contact avec des professionnels de l'aviation ; en 1937, Sergueï Korolev, futur fondateur du programme spatial soviétique, le recrute pour travailler au RNII, un institut de recherche qui effectue un travail pionnier dans le domaine des fusées, situé dans le raïon de Khovrino, dans la banlieue nord de Moscou.

### À l'institut de recherche RNII (1937-1942)
Korolev le fait travailler sur le système de contrôle en vol du projet de missile de croisière 212C dont il a la responsabilité. Rauschenbach effectue un certain nombre de percées dans le domaine du contrôle de la stabilité et de la mise au point des systèmes de pilotage automatique. Il travaille à la soufflerie du TsAGI, puis sur le programme d'avion-fusée. Mais ce projet est interrompu au cours de l'été 1938 par l'arrestation de Korolev et Valentin Glouchko, victimes des purges staliniennes. Par la suite, il travaille jusqu'en 1941 sur les instabilités de combustion des roquettes développées par l'institut. Après la déclaration de guerre de l'Allemagne, Rauschenbasch, qui vient de se marier, déménage à Iekaterinbourg avec son institut .

### Internement et exil (1942-1948)
Alors qu'il travaille sur les auto-directeurs des missiles anti-aériens, Rauschenbach est arrêté en mars 1942, et interné sans jugement dans un camp de travail, comme beaucoup de Russes d'origine allemande. Il travaille dans une briqueterie située à Nijni Taguil, dans l'Oural. À la suite de l'intervention du général Viktor Bolkhovitinov, qui dirige un petit bureau d'études (SKB-293) situé à Khimki et travaillant sur l'avion-fusée BI-1, il est affecté jusqu'en 1946 à des calculs pour le compte de ce dernier, ce qui lui permet de bénéficier de conditions plus clémentes que ses camarades de camp, dont la moitié périt au cours du premier hiver. Son travail lui permet de s'initier aux mathématiques avancées. En janvier 1946, il n'est plus emprisonné, mais reste exilé à Nijni Taguil, où il travaille pour le bureau de calcul de Mstislav Keldych, le NII-1. Keldych parvient à mettre fin à son exil en 1948 ; Rauschenbach travaille par la suite sur la dynamique des moteurs à réaction, jusqu'en 1954.

### Participation au programme spatial (1954-1970)
En 1954, Keldych, qui envisage d'utiliser à des fins spatiales le missile balistique intercontinental développé par l'équipe de Korolev, demande à Rauschenbach de travailler sur la théorie du vol spatial, notamment sur les problématiques associées au contrôle d'attitude. Compte tenu de son implication croissante dans les projets de Korolev, Rauschenbach et la petite équipe qu'il a formé autour de lui sont transférés le 6 janvier 1960 dans l'OKB-1, le bureau d'études de Korolev, à la demande de celui-ci. L'équipe de Rauschenbach est chargée de mettre au point le système de contrôle d'orientation de la sonde spatiale Luna 3, dont la mission est de photographier la face cachée de la Lune, et qui doit à cet effet pointer de manière très précise sa caméra. Le vol, qui a lieu en octobre 1959, est un succès.
Rauschenbach met au point par la suite les systèmes de contrôle d'attitude des sondes du programme Venera à destination de Vénus, des sondes envoyés vers Mars, des véhicules spatiaux habités du programme Vostok (système de contrôle d'attitude Chaïka, « mouette » en français) ainsi que le premier système d'amarrage du vaisseau Soyouz. Il est démis de son poste de responsable de département au sein de TsKBEM (nouvelle appellation de l'OKB-1) après l'échec du lancement de la station spatiale Saliout-2, en mai 1971.

### Activité d'enseignement
À compter de 1948, Rauschenbach est maître de conférences au département de physique et de technique de l'Université d’État de Moscou. Ce service prend son indépendance en 1951 et devient l'Institut de physique et de technologie de Moscou (MFTI). À partir de 1978, Rauschenbach dirige le département de mécanique théorique du MFTI. Ses derniers cours portent sur la dynamique de vol. Rauschenbach est également chargé de former les cosmonautes à la dynamique de vol et aux systèmes de contrôle des vaisseaux spatiaux. Il est, avec Valentin Glouchko, l'un des rares ingénieurs exerçant dans l'astronautique soviétique dont l'existence est révélée au monde occidental au début des années 1970.

### Théologie et théorie de l'art
Rauschenbach s'intéresse aux arts visuels à la suite de son travail sur le système d'amarrage des vaisseaux spatiaux : il s'interroge à cette occasion sur la manière de restituer une image tridimensionnelle (celle du vaisseau cible) sur l'écran plat d'une télévision utilisée par le cosmonaute pour contrôler ses manœuvres. Cela l'amène à étudier la manière dont les perspectives sont rendues par les peintres ; il publie deux ouvrages sur le sujet. Il obtient un doctorat en théologie et rédige des essais sur la Sainte Trinité et sur les icônes.

### Honneurs et récompenses
Il reçoit le prix Lénine en 1960 et est fait Héros du travail socialiste en 1990. Il est nommé membre de l'Académie des sciences d'URSS en 1966. Il reçoit en 1994 le prix Demidoff. L'astéroïde 4237 Raushenbach a été baptisé en son honneur.

## Œuvres
En anglais:
- Rauschenbach, Boris V., Hermann Oberth: The Father of Space Flight 1894-1989, West Art Pub, 1994,  (ISBN 0914301144)
- Rauschenbach, Boris V., « On My Concept of Perceptual Perspective that Accounts for Parallel and Inverted Perspective in Pictorial Art », Leonardo, Oxford, vol.16, no.1, Winter 1983,
- Rauschenbach, Boris V., « The Rocket Flight Stability Problem: A History of Misconceptions », dans History of Rocketry and Astronautics, 1996,  (ISBN 0-87703-498-2)

En russe :
- Раушенбах Б.В. Вибрационное горение, М., 1961г.
- Раушенбах Б.В. Управление ориентацией в космических аппаратах, М., 1974
- Раушенбах Б.В. Системы перспективы в изобразительном искусстве. Общая теория перспективы. - М., 1986
- Раушенбах Б.В. Пространственные построения в живописи. - М., 1980
- Раушенбах Б.В. Геометрия картины и зрительное восприятие. - М., 1994,  (ISBN 5-352-00001-X)
- Раушенбах Б.В. Герман Оберт (1894-1989) М., 1993.  (ISBN 5-02-006992-2)
- Раушенбах Б.В. Пристрастие, - М., 1997,  (ISBN 5-7784-0020-9)
- Раушенбах Б.В. Постскриптум (воспоминания). - М., 1999  (ISBN 5-7784-0185-X)
- Раушенбах Б.В. Праздные мысли. - М., 2000

Rauschenbach a par ailleurs traduit de l'allemand un ouvrage de Herman Oberth.